# Thomas E. Corcoran
Thomas E. Corcoran (12 de octubre de 1839-12 de marzo de 1904) fue un marinero de la Armada de la Unión en la Guerra Civil Americana y recibió la más alta condecoración del ejército de los Estados Unidos, la Medalla de Honor, por sus acciones durante el sitio de Vicksburg. Se le concedió la medalla por rescatar a sus compañeros de tripulación durante el hundimiento de su barco, el USS Cincinnati, en el río Misisipi. Bajo el intenso fuego de una batería de artillería confederada, Corcoran y otros tres hombres nadaron de un lado a otro entre la orilla del río y el barco que se hundía, ayudando a los tripulantes que no podían nadar a llegar a la orilla. Los cuatro hombres remolcaron entonces un pequeño barco, llevando a marineros heridos y al comandante del barco, a la seguridad de las fuerzas de la Unión.

## Biografía
Corcoran nació en Dublín, Irlanda, el 12 de octubre de 1839. Se alistó en Nueva York para un período de servicio de tres años en la Marina de los Estados Unidos el 12 de mayo de 1861, un mes después del comienzo de la Guerra Civil Americana. Asignado primero como terrateniente al USS North Carolina, más tarde fue transferido al USS Santee y alcanzó el rango de marinero capaz. Debido a que la tripulación del Santee comenzó a enfermarse de escorbuto, Corcoran fue dado de baja de la Marina el 10 de septiembre de 1862, a menos de la mitad de su alistamiento. Se volvió a enlistar al mes siguiente, el 22 de octubre, de nuevo por un período de tres años, y fue destinado como paisano a Cincinnati para prestar servicio en la parte superior del río Misisipi.
El 27 de mayo de 1863, durante el asedio de Vicksburg, Misisipi, se ordenó a Cincinnati que bajara por el río Misisipi y destruyera dos cañones de artillería confederados que estaban impidiendo el avance del flanco derecho del general William Tecumseh Sherman. Entre Cincinnati y los dos cañones había una batería de artillería pesada confederada de once piezas que, desde su posición en lo alto de un acantilado, dominaba todo ese tramo del río. Las fuerzas de la Unión habían tenido conocimiento de la batería, pero, poco antes de que Cincinnati recibiera sus órdenes, la batería había desaparecido y se suponía que había sido trasladada a otro lugar. Sin saberlo, los cañones de la batería habían sido retirados de la vista simplemente bajándolos de sus vagones, tanto para protegerlos del fuego de los barcos en el río como para engañar a las fuerzas de la Unión. El comandante de la batería había descubierto el código de señal de la Unión, y cuando interceptó un mensaje que describía la misión de Cincinnati, hizo volver a ensamblar las armas durante la noche y las escondió en la maleza.
En la mañana del 27 de mayo, Cincinnati se dirigió río abajo y alcanzó su objetivo, los dos cañones de artillería. Al igual que en sus primeros disparos, la batería oculta en el acantilado también abrió fuego, sorprendiendo completamente al barco de la Unión. El primer proyectil de la Confederación tuvo un impacto directo, pasando por la santabárbara de Cincinnati y saliendo por el fondo del barco. Otro proyectil desactivó el mecanismo de gobierno de la nave. Las propias armas de Cincinnati no podían elevarse lo suficiente como para responder al fuego de la batería alta. Sabiendo que su barco estaba condenado, el comandante, el teniente George M. Bache, se dirigió a Cincinnati a toda máquina río arriba en busca de un lugar en el que encallar el barco. Cincinnati fue encallada, una guindaleza atado a un árbol y se colocó una pasarela. Antes de que los hombres pudieran evacuar, la guindaleza se soltó y el barco se deslizó de la orilla hacia el río, donde comenzó a hundirse en unos 18 pies (5,5 m) de agua. Muchos de la tripulación, incluido el comandante, no sabían nadar; los que sabían, incluido Corcoran, empezaron a abandonar el barco. Aún bajo intenso fuego, Corcoran y otros tres, el compañero del contramaestre Henry Dow, el marinero Thomas Jenkins y el marinero Martin McHugh, nadaron de un lado a otro, ayudando a sus compañeros de tripulación a bajar a tierra. Luego volvieron a embarcar en Cincinnati, repararon apresuradamente una pequeña embarcación que había sido dañada por el incendio de la Confederación, y la cargaron con hombres que estaban demasiado malheridos para ser arrastrados por el agua. Después de que el Teniente Bache también subió al bote, lo remolcaron a la seguridad de una flotilla de la Unión. Por estas acciones, Corcoran recibió la Medalla de Honor un mes y medio después, el 10 de julio de 1863. Los otros tres nadadores, Dow, Jenkins y McHugh, y otros dos tripulantes de Cincinnati también recibieron la medalla por su participación en la acción.
Después del hundimiento de Cincinnati, Corcoran fue transferido al USS Lexington para terminar su período de servicio. Murió el 12 de marzo de 1904 a la edad de 64 años y fue enterrado en el Cementerio Calvary en Woodside, Queens, Nueva York. Su tumba se encuentra en la sección 17, rango 12, parcela D, tumba 8.

## Citación para la Medalla de Honor
Rango y organización: Landsman, Marina de los Estados Unidos. Nacido en 1838 en Nueva York. Acreditado a: Nueva York. G.O. No.: 17, 10 de julio de 1863.
Citación:
Sirvió a bordo del U.S.S. Cincinnati durante el ataque a las baterías de Vicksburg y en el momento de su hundimiento. Enfrentándose al enemigo en una feroz batalla, la Cincinnati, en medio de un incesante fuego de bala y proyectiles, continuó disparando sus armas hasta el final, aunque tan penetrada por los proyectiles que su destino estaba sellado. Sirviendo valientemente durante esta acción, Corcoran estaba visiblemente fresco bajo el fuego del enemigo, sin dejar de luchar hasta que este orgulloso barco se hundió, "sus colores clavados en el mástil".